# Jan Waśniewski
Jan Waśniewski (ur. 26 listopada 1896 w Dąbrowie Górniczej, zm. 5 kwietnia 1945 w Bad Laasphe) – polski prozaik, publicysta.

## Życiorys
Ojciec pisarza był nadsztygarem w kopalni galmanu Bolesław. Waśniewski uczył się w szkole średniej handlowej w Będzinie. Egzamin dojrzałości złożył w 1916 roku w Częstochowie. Ukończył studia historyczne na Uniwersytecie Jagiellońskim i Uniwersytecie Warszawskim, następnie pracował jako nauczyciel w Radomiu, Dąbrowie Górniczej oraz Warszawie. Redagował audycje radiowe dla robotników. Brał udział w kampanii wrześniowej, podczas okupacji hitlerowskiej uczestniczył w tajnym nauczaniu. Po wybuchu powstania warszawskiego wywieziony został do Niemiec. Trafił na roboty przymusowe do fabryki w mieście Bad Laasphe. Zmarł tamże na zapalenie płuc 5 kwietnia 1945 roku. Został pochowany na miejscowym cmentarzu, w sektorze przeznaczonym dla obcokrajowców.

## Twórczość
Początkowo drukował w czasopismach felietony i satyry. Swoje dzieła poświęcał głównie tematyce górniczej, uwypuklając zwłaszcza patriarchalne tradycje kopalni, familiarną atmosferę górniczego życia, znaczenia doświadczenia górników w pracy.
Opublikowano:
- Na podszybiu, 1932, powieść
- Ognie w pirytach, 1935, powieść
- Po dniówce, 1938, zbiór opowiadań
- Przed zagładą i inne opowiadania oraz artykuły prasowe, 2016[4]